# 浏阳河 (歌曲)
《浏阳河》是中华人民共和国一首歌颂毛泽东的歌曲，徐叔华作词，朱立奇、唐璧光作曲。

## 简介
1950年9月，为庆祝湖南土改完成，湖南省湘江文工团的徐叔华创作了花鼓戏《推土车》（后改名为《双送粮》）。1951年，《双送粮》被选为参加东德柏林世界青年联欢节的节目，送往中南文化局审阅时，剧中第三段唱词“浏阳河，弯过了几道弯，几十里水路到湘江……”套用了京剧《小放牛》的曲调，被指与全剧曲风不搭配，曲调遂被替换为花鼓戏《田寡妇看瓜》中的“送瓜调”，现在流传的《浏阳河》就此诞生。1959年，阿尔巴尼亚艺术家代表团到湖南访问演出，提出联欢时演唱湖南民歌，并要求接待方报曲目。湖南方面将《双送粮》第三段单独提取出来，并以歌词首句命名为《浏阳河》。
1957年“反右”开始后，曲作者朱立奇、唐璧光被划为“右派”，词作者徐叔华被定性“中右”，被剥夺了歌曲署名权，公开出版物仅记载为“湖南民歌”；“文革”结束后，词曲作者均被平反，《浏阳河》也恢复了他们的署名。但之后的一些出版物仍将歌曲记载为“湖南民歌”，侵害原作者著作权的行为也屡见不鲜。
原歌词只有两段，以成年人与孩童问答的形式表达对毛泽东的感激之情；1971年，词作者徐叔华又添加了后三段歌词，增加了歌颂毛泽东的内容。目前流传较广的为前两段歌词。